# Platyarthrus adonis
Platyarthrus adonis là một loài chân đều trong họ Platyarthridae. Loài này được Verhoeff miêu tả khoa học năm 1941.